# US Concarneau
US Concarneau (Frans: Union Sportive Concarnoise) is een Franse voetbalclub uit Concarneau, een havenstad aan de Atlantische kust, aan het zuiden van de punt van Bretagne. De club, bijgenaamd Les Thoniers, werd opgericht op 11 maart 1911 en speelt in 2023/24 in de Ligue 2. De club werd in het voorgaande seizoen kampioen van de Championnat National, op de laatste speeldag werd het kampioenschap beslist.